# Ælfwynn
Ælfwynn war von Juni bis Dezember 918 Herrscherin des angelsächsischen Reiches Mercia. Sie war die Tochter von Æthelred, Herrscher Mercias von ca. 883 bis 911, und Æthelflæd, die nach dem Tod ihres Mannes von 911 bis 918 über Mercia herrschte. Die Nachfolge Ælfwynns auf Æthelflæd ist das einzige Beispiel für den Übergang einer Herrschaft von Frau zu Frau im frühen Mittelalter auf den britischen Inseln. Ælfwynn wurde Ende 918 von ihrem Onkel Eduard dem Älteren (engl. Edward the Elder), dem König von Wessex, entmachtet. Edward übernahm dann die direkte Herrschaft über Mercia, das zuvor noch eine gewisse Eigenständigkeit gegenüber Wessex bewahrt hatte.

## Leben

### Familie und Jugend
Ælfwynn stammte aus einer angelsächsischen Adelsfamilie mit Wurzeln sowohl in Mercia als auch in Wessex. Ihre Mutter Æthelflæd war die Tochter König Alfreds des Großen von Wessex und von Ealswith von Mercia. Æthelred, Ælfwynns Vater, wird in vielen westsächsischen Quellen als Ealdorman von Mercia bezeichnet und unterstand wohl der Oberherrschaft der Könige von Wessex. Es gibt aber ausreichend Indizien, dass er de facto als eigenständiger Herrscher von Mercia agierte, ebenso wie seine Frau Æthelflæd, die während seiner letzten Jahre und nach seinem Tod die Herrschaft über Mercia übernahm.
Historiker gehen davon aus, dass die Eltern von Ælfwynn frühestens 882 und nicht später als 887 geheiratet haben. Auf der Grundlage dieser Daten wird Ælfwynns Geburtsdatum auf um 888 geschätzt. Nach William von Malmsbury, der im 12. Jahrhundert über Æthelflæds Leben schreibt, bleibt Ælfwynn das einzige Kind von Æthelred und Æthelflæd. William stellte dazu die These auf, dass Ælfwynns Geburt schwierig war und dies ihre Mutter dazu veranlasste, auf weitere Kinder zu verzichten.
Über die Umstände von Ælfwynns Jugend und Ausbildung gibt es keine direkten Berichte, aber aus gut belegten Ereignissen aus ihrem Umfeld können Historiker einige Mutmaßungen anstellen. So weiß man durch den Historiker William von Malmesbury, der im 12. Jahrhundert schrieb, aber vermutlich ältere Quellen auswertete, dass Alfred seinen Enkel Æthelstan nach Mercia sandte, um am Hof von Æthelflæd erzogen zu werden. William behauptet, Æthelstan habe in Mercia eine erstklassige Ausbildung erhalten, und es wird vermutet, dass Ælfwynn eine ähnliche Ausbildung erhielt. Dafür spricht auch, dass Ælfwynns Mutter Æthelflæd als Tochter Alfreds des Großen mit dessen Förderung von Bildung und Kultur vertraut war. Insgesamt kann man davon ausgehen, dass Ælfwynn in einem Umfeld aufwuchs, in dem Bildung gefördert und wertgeschätzt wurde.
Ælfwynns Vater Æthelred verbrachte einen Großteil des Jahrzehnts nach Ælfwynns Geburt im Kampf gegen die dänischen Wikinger, die Teile Großbritanniens beherrschten, auch Teile von Mercia. Viele militärische Kampagnen führte Æthelred gemeinsam mit seinem Schwiegervater, König Alfred von Wessex, und seinem Schwager Eduard, dem späteren König Eduard dem Älteren von Wessex, durch. 902 war Æthelreds Gesundheitszustand so schlecht, dass seine Frau Æthelflæd während seiner Krankheit und nach seinem Tod die politische und militärische Herrschaft über Mercia ausübte. Im Rahmen ihrer Herrschaft war Æthelflæd häufig auf militärischen und diplomatischen Kampagnen unterwegs. Die Quellen aus dieser Zeit reichen nicht aus, um über den Aufenthaltsort Ælfwynns zu dieser Zeit verbindliche Aussagen zu machen. Ein Indiz liefert jedoch eine Charta aus dem Jahr 915, in der eine Landschenkung durch Æthelflæd beurkundet ist. Ælfwynn taucht in der Charta als Zeugin auf, was darauf schließen lässt, dass sie ihre Mutter bei offiziellen Geschäften begleitete.

### Herrschaft über Mercia und Entmachtung
Æthelflæd starb im August 918. Nach den überlieferten Texten B und C der Angelsächsischen Chronik wurde ihre Nachfolgerin Ælfwynn im Dezember 918 aller Macht über Mercia beraubt und nach Wessex gebracht. Historiker schließen daraus, dass Ælfwynn für einige Monate die Herrschaft über Mercia ausgeübt hat, bevor sie von ihrem Onkel Eduard dem Älteren entmachtet wurde. Nach Ælfwynns Entmachtung wurde Mercia direkt von Wessex verwaltet.
Über die Gründe von Ælfwynns Absetzung wurden verschiedene Gründe gemutmaßt. Da Ælfwynn einige Monate als Herrscherin über Mercia agierte, ist anzunehmen, dass sie von Æthelflæd als Nachfolgerin vorgesehen und vom Witan, der Ratsversammlung geistlicher und weltlicher Würdenträger in Mercia, bestätigt wurde. Im Gegensatz zu ihrer Mutter war Ælfwynn jedoch keine erprobte politische und militärische Führerin, womit sie vielleicht nicht in der Lage war, die in sie gesetzten Erwartungen zu erfüllen. Deshalb gab es möglicherweise keinen Widerstand in Mercia, als Eduard die Herrschaft über Mercia übernahm.
Caradoc von Llancarfan erwähnt in seiner History of Wales eine Legende, nach der Ælfwynn wegen einer geheimen Ehe mit einem dänischen König abgesetzt wurde, aber dies wird vom Historiker Michael Livingston als historisch unwahrscheinlich betrachtet. Eine andere Theorie wird durch die 1584 veröffentlichte Historie of Cambria vorgebracht, in der behauptet wird, dass Ælfwynn von Eduard enterbt wurde, weil sie den dänischen Wikinger Ragnall, den Herrscher von Nordhumbrien, geheiratet hatte.
Es gibt keine Aufzeichnungen über Ælfwynn nach ihrem Ausscheiden aus der Macht. William von Malmesbury nimmt an, dass sie in ein Kloster eintrat, was auch heutige Historiker für wahrscheinlich halten. Es ist auch möglich, dass es sich bei Ælfwynn um die religiöse Frau gleichen Namens handelt, die in der Regierungszeit von König Eadred Begünstigte der Charta S 535 aus dem Jahr 948 war. Die Historikerin Shashi Jayakumar wiederum schlägt vor, dass Ælfwynn identisch mit der Ælfwynn ist, die die Ehefrau von Æthelstan Half-King, Ealdorman von East Anglia, und Pflegemutter des künftigen König Edgar wurde.
Mit Ælfwynn endete zunächst die Periode von Mercia als eigenständiges angelsächsisches Reich. Die Herrscher von Mercia hatten sich schon seit Æthelred nicht mehr als Könige bezeichnet und standen unter der Vorherrschaft von Wessex. Mit Eduard wurde Mercia dann direkt von Königen aus Wessex beherrscht. Es gab allerdings noch eine kurze Eigenständigkeit von Mercia, als Eduards Sohn Æthelstan, Ælfwynns Vetter, die Herrschaft über Mercia übernahm. Als Æthelstan auch den Thron von Wessex erbte, war er der erste König, der über größere Teile des heutigen Englands herrschte.